# Богомил Мартинов
Богомил Мартинов – Бухала е български футболист. Играе като нападател за ЦСКА от 1958 до 1962 г., след което е в Миньор Перник и Марек Дупница.

## Биография
Роден на 31 август 1937 г. в Перник.
Става част от състава на Армейците през 1958 година.
ЦСКА се изправят срещу Барса на 1/16 финал за Купата на европейските шампиони, като в първия мач завършват 2:2. В реванша падат с 6:2 пред публика от над 100 000 зрители на „Камп ноу“. Миланов бележи първия гол, а вторият е на Мартинов. Попадение на Мартинов успява да накара каталунската публика да го аплодира.
С ЦСКА той става пет пъти шампион на страната през 1958; 1958/59; 1959/60; 1960/61; 1961/62, както и носител на купата на Съветската армия през 1960/61.

## Сезони за ЦСКА
- 1958 – 5 мача
- 1958/1959 – 18 мача (1 гол)
- 1959/1960 – 8 мача (2 гола)
- 1960/1961 – 0 мача
- 1961/1962 – 0 мача